# Francesco Podesti
Francesco Podesti ( Ancona,21 de março de 1800 — Roma,10 de fevereiro de 1895 ) foi um pintor italiano de estilo romantista.Suas pinturas estão expostas  em Ancona e no Salão de Imaculada Conceição no Museu do Vaticano.

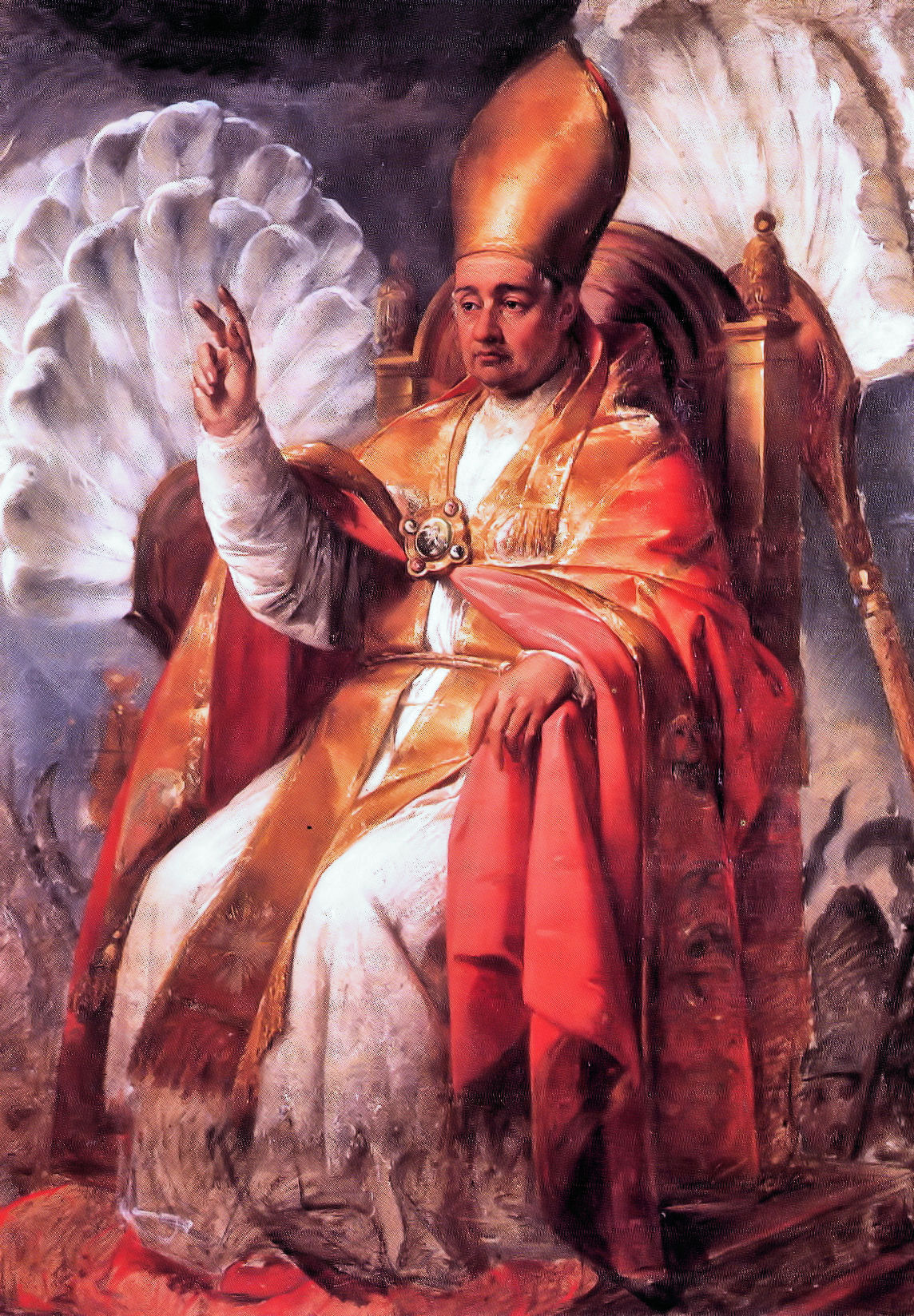
Pintura do Papa Gregório VI,Pinacoteca Cívica Francesco Podesti,em Ancona